# Mătăcina, Alba
Mătăcina este un sat în comuna Vințu de Jos din județul Alba, Transilvania, România. La recensământul din 2002 avea o populație de 9 locuitori.